# Olympische Sommerspiele 2020/Teilnehmer (Malediven)
| Gelbes Symbol für Goldmedaillen mit stilisierten Olympischen Ringen | Graues Symbol für Silbermedaillen mit stilisierten Olympischen Ringen | Braundes Symbol für Bronzemedaillen mit stilisierten Olympischen Ringen |
| ------------------------------------------------------------------- | --------------------------------------------------------------------- | ----------------------------------------------------------------------- |
| —                                                                   | —                                                                     | —                                                                       |

Die Malediven nahmen an den Olympischen Spielen 2020 in Tokio mit vier Sportlern in drei Sportarten teil. Es war die insgesamt neunte Teilnahme an Olympischen Sommerspielen.

## Teilnehmer nach Sportarten

### Badminton
| Athleten                       | Wettbewerb | Gruppenphase | Gruppenphase      | Gruppenphase | Gruppenphase | Achtelfinale  | Achtelfinale  | Viertelfinale | Viertelfinale | Halbfinale    | Halbfinale    | Finale        | Finale        | Rang  |
| Athleten                       | Wettbewerb | Gegner       | Ergebnis          | Punkte       | Rang         | Gegner        | Ergebnis      | Gegner        | Ergebnis      | Gegner        | Ergebnis      | Gegner        | Ergebnis      | Rang  |
| ------------------------------ | ---------- | ------------ | ----------------- | ------------ | ------------ | ------------- | ------------- | ------------- | ------------- | ------------- | ------------- | ------------- | ------------- | ----- |
| Frauen                         |            |              |                   |              |              |               |               |               |               |               |               |               |               |       |
| Fathimath Nabaaha Abdul Razzaq | Einzel     | He B.        | 0:2 (6:21, 3:21)  | 30:84        | 3            | ausgeschieden | ausgeschieden | ausgeschieden | ausgeschieden | ausgeschieden | ausgeschieden | ausgeschieden | ausgeschieden | 29–42 |
| Fathimath Nabaaha Abdul Razzaq | Einzel     | S. Aghaei    | 0:2 (14:21, 7:21) | 30:84        | 3            | ausgeschieden | ausgeschieden | ausgeschieden | ausgeschieden | ausgeschieden | ausgeschieden | ausgeschieden | ausgeschieden | 29–42 |

### Leichtathletik
Laufen und Gehen 
| Athleten     | Wettbewerb | Vorlauf | Vorlauf | Runde 1       | Runde 1       | Halbfinale    | Halbfinale    | Finale        | Finale        | Rang |
| Athleten     | Wettbewerb | Zeit    | Rang    | Zeit          | Rang          | Zeit          | Rang          | Zeit          | Rang          | Rang |
| ------------ | ---------- | ------- | ------- | ------------- | ------------- | ------------- | ------------- | ------------- | ------------- | ---- |
| Männer       |            |         |         |               |               |               |               |               |               |      |
| Hassan Saaid | 100 m      | 10,70 s | 14      | ausgeschieden | ausgeschieden | ausgeschieden | ausgeschieden | ausgeschieden | ausgeschieden | 67   |

### Schwimmen
| Athleten            | Wettbewerb     | Vorlauf     | Vorlauf | Halbfinale    | Halbfinale    | Finale        | Finale        | Rang |
| Athleten            | Wettbewerb     | Zeit        | Rang    | Zeit          | Rang          | Zeit          | Rang          | Rang |
| ------------------- | -------------- | ----------- | ------- | ------------- | ------------- | ------------- | ------------- | ---- |
| Frauen              |                |             |         |               |               |               |               |      |
| Aishath Sajina      | 100 m Brust    | 1:33,59 min | 43      | ausgeschieden | ausgeschieden | ausgeschieden | ausgeschieden | 43   |
| Männer              |                |             |         |               |               |               |               |      |
| Mubal Azzam Ibrahim | 100 m Freistil | 58,37 s     | 69      | ausgeschieden | ausgeschieden | ausgeschieden | ausgeschieden | 69   |